# (14398) 1990 VT6
A (14398) 1990 VT6 a Naprendszer kisbolygóövében található aszteroida. Eric Walter Elst fedezte fel 1990. november 14-én.